# Hermann Haken
Hermann Haken (Leipzig, 12 de julho de 1927 Sindelfingen – 14 de agosto de 2024) foi um físico alemão.

## Biografia
Após seus estudos em matemática e física em Halle (Saale) e Erlangen, recebendo seu PhD em matemática em 1951 na Universidade de Erlangen e sendo professor convidado em universidades no Reino Unido e nos Estados Unidos, Haken foi nomeado professor titular de física teórica na Universidade de Stuttgart. Sua pesquisa tem sido em óptica não linear (suas especialidades são física do laser, física de partículas, física estatística e teoria dos grupos).
Haken desenvolveu seu instituto em um tempo relativamente curto para ser um centro internacional de teoria do laser, começando em 1960, quando Theodore Maiman construiu o primeiro laser experimental. A interpretação dos princípios do laser como auto-organização de sistemas de não equilíbrio abriu caminho no final da década de 1960 para o desenvolvimento da sinergia Haken é autor de cerca de 23 livros didáticos e monografias que cobrem um número impressionante de tópicos, desde física do laser, física atômica, teoria quântica de campos até sinergética. Embora os primeiros livros de Haken tendam a ser bastante matemáticos, pelo menos um de seus livros Light é bem escrito, para o leitor mais geral, e carregado de insights físicos. Um de seus livros populares de sucesso é Erfolgsgeheimnis der Natur, ou em inglês, A Ciência da Estrutura: Sinérgicos. Haken também mostrou interesse na teoria do sistema de Grey.
Por sua ampla gama de contribuições, ele recebeu muitos prêmios ou medalhas internacionais, incluindo a Medalha Max Born e o Prêmio do Instituto Britânico de Física e da Sociedade Alemã de Física em 1976, a Medalha Albert A. Michelson do Instituto Franklin, Filadélfia, 1981 Grande Ordem da República Federal da Alemanha com estrela em 1986, Medalha Max Planck em 1990, Prêmio Honda 1992, Prêmio Arthur-Burkhardt em 1993, Medalha Lorenz-Oken da Sociedade de Cientistas Naturais e Médicos Alemães em 1994 e Prêmio pelas Contribuições Excepcionais para o Desenvolvimento da Medicina e Psicologia, Universidade do Danúbio Krems, em 2005.
Haken morreu em 14 de agosto de 2024, aos 97 anos.

## Obras
- com P. Levi: Synergetic agents: From Multi-Robot Systems to Molecular Robotics, Wiley-VCH, 2012, ISBN 978-3-527-41166-5.
- Brain Dynamics: synchronization and activity dynamics in pulse-coupled neural nets with delay and noise, Springer Verlag 2007 (Springer Series in Synergetics)
- Synergetic computers and cognition: a top down approach to neural nets, Springer, 1991, 2. Auflage 2004
- Molekülphysik und Quantenchemie – Einführung in die theoretischen und experimentellen Grundlagen, Springer 1992, 5. Auflage 2006
- Hermann Haken, Hans Christoph Wolf: Atom- und Quantenphysik. Springer-Verlag, 8. Auflage, 2003, ISBN 3540026215.
- Information and Self-Organization: a macroscopic approach to complex systems, Springer, 3. Auflage 2006 (Springer Series in Synergetics)
- com Günther Schiepek: Synergetik in der Psychologie: Selbstorganisation verstehen und gestalten, Göttingen, Hogrefe 2006
- Erfolgsgeheimnisse der Natur: Synergetik, die Lehre vom Zusammenwirken, DVA 1981, Ullstein 1988, Rowohlt 1995
- Die Selbststrukturierung der Materie: Synergetik in der unbelebten Welt, Vieweg 1991
- com Maria Haken-Krell: Entstehung biologischer Information und Ordnung, Wissenschaftliche Buchgesellschaft 1995
- Synergetics: Introduction and Advanced Topics, Springer 2004 (zuerst als Advanced Synergetics:Instability Hierarchies of self organizing systems and devices, Springer, 1983)
- Synergetik, eine Einführung: Nicht-Gleichgewichts-Phasenübergänge und Selbstorganisation in Physik, Chemie und Biologie, Springer, 1977
- Herausgeber: Cooperative Phenomena, Springer 1973
- Licht und Materie, Bd.1: Elemente der Quantenoptik, 1979, 2. Auflage, Bibliographisches Institut (BI), Mannheim 1989, Bd.2: Laser, BI 1981
- Laser Theory, Springer 1984, Nachdruck aus S.Flügge (Herausgeber), Handbuch der Physik, Bd.25/2c, 1970,
- Quantenfeldtheorie des Festkörpers, Teubner 1973
- Herausgeber: Excitons at high density, Springer 1975